# 막계천
막계천(莫溪川)은 경기도 과천시 막계동 청계산에서 발원하여 서울대공원과 과천저수지를 지나 과천시 과천동에서 양재천으로 합류하는 지방하천이다. 이름은 물이 맑아 ‘맑은내’라 불렀던 것을 한자로 옮긴 것이다.

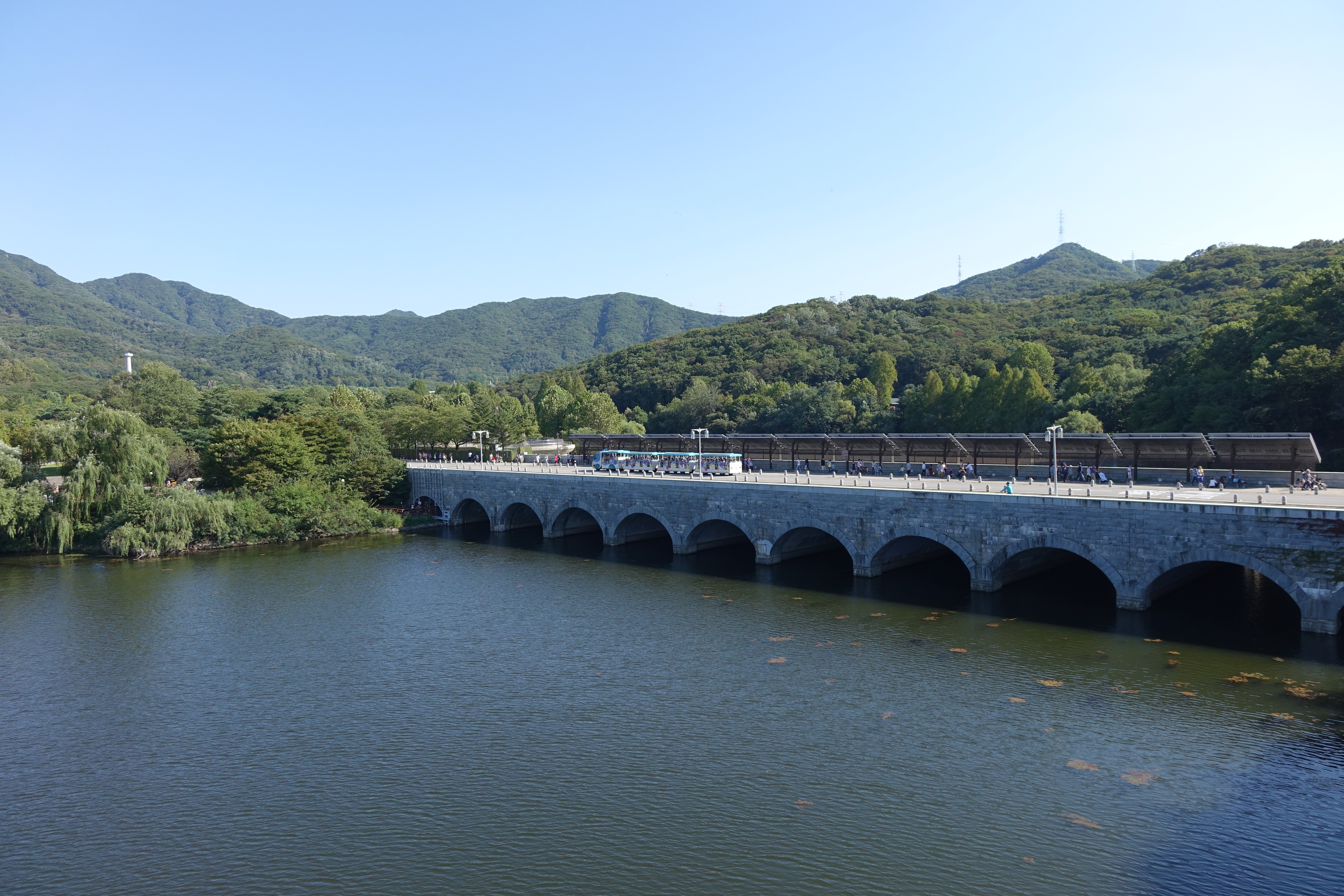
과천저수지 남쪽 횡단교